# Desmopachria goias
Desmopachria goias är en skalbaggsart som beskrevs av Young 1995. Desmopachria goias ingår i släktet Desmopachria och familjen dykare. Inga underarter finns listade i Catalogue of Life.